# ラクメ

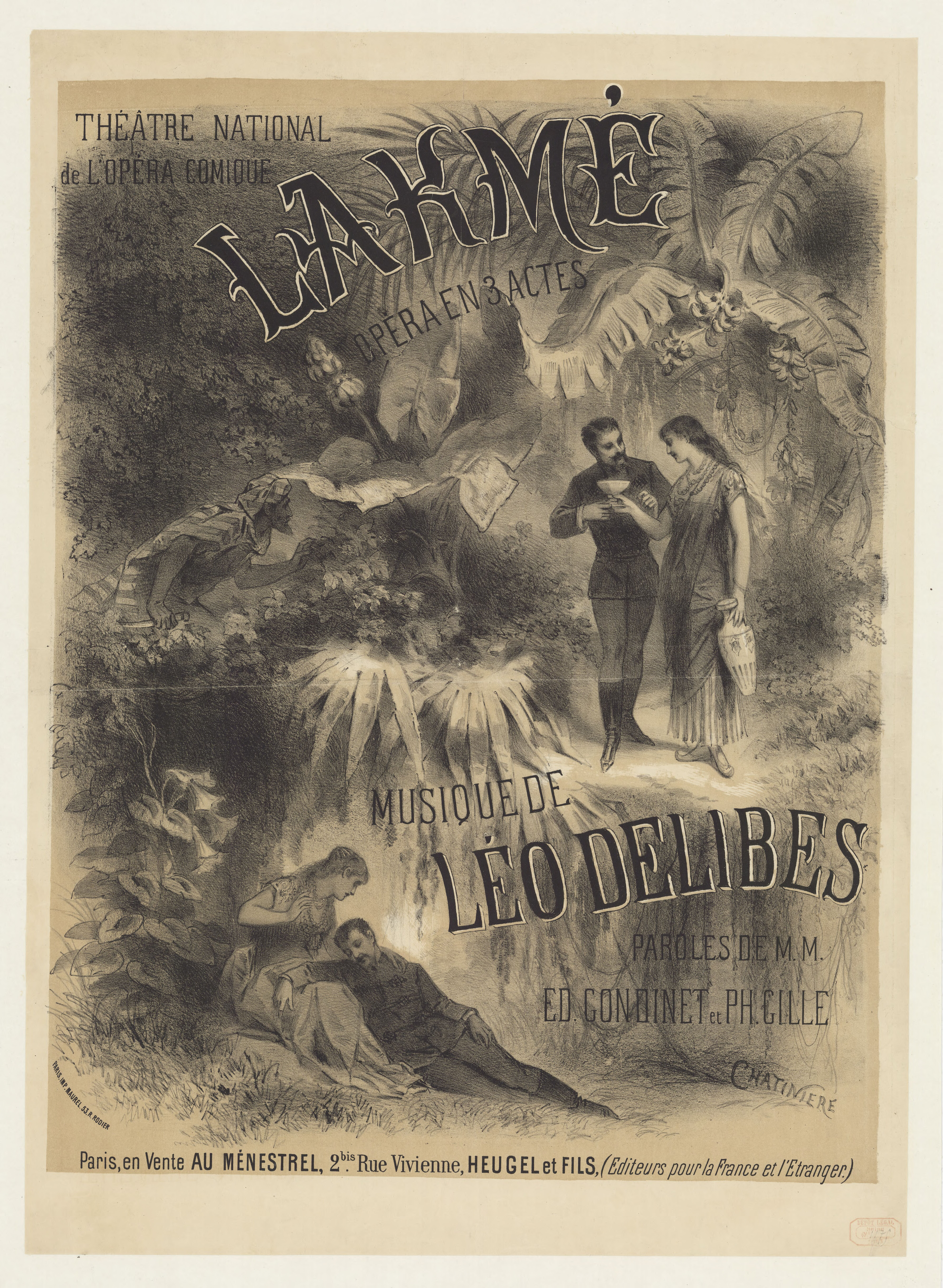
パリ・オペラ・コミック劇場でのオリジナルの舞台デザイン

『ラクメ』（Lakmé）は、レオ・ドリーブ作曲による3幕のオペラ。台本はエドモン・ゴンディネ(Edmond Gondinet)とフィリップ・ジル(Philippe Gille)によるもので、ピエール・ロティの自伝的小説『ロティの結婚』（Le Mariage de Loti）を原作とする。

## 概要

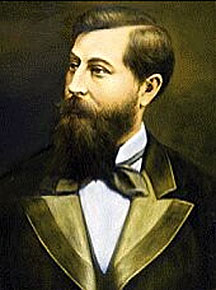
レオ・ドリーブ

ドリーブはバレエの『コッペリア』（Coppélia）と『シルヴィア』（Sylvia）で良く知られた作曲家で、「フランス・バレエ音楽の父」と呼ばれる。『ラクメ』は、1883年4月14日にパリのオペラ・コミック劇場で初演された。19世紀後半の多くのフランス・オペラ同様、『ラクメ』は19世紀後半に流行していた東洋的な雰囲気を描写した作品となっている（ビゼーの『真珠採り』やマスネの『ラオールの王』などが同様の例）。本作はロマン派詩人の魅力に鼓舞され、フェリシアン・ダヴィッドを手本とするオペラ・コミックの伝統に従っている。　このいかにもフランス的なオペラ・コミックの人気の秘密は、魅力的で創意に富んだ音楽にあり、その全てのアリアは現在でも良く覚えられている。しかし、残念なことに、台本、特に会話部分の稚拙さがこの作品の弱点となっている。なお、メインの主題は西洋人男性と非西洋人女性の悲恋となっているが、非西洋人のラクメはジャコモ・マイアベーアによる『アフリカの女』におけるセリカを先駆け的存在とし、『蝶々夫人』に連なる悲劇のヒロインと見ることができる。

## 上演史
1883年の初演の後、アメリカ初演は1883年 10月4日にシカゴのグランド歌劇場にて行われた。イギリス初演は1886年 6月6日にロンドンのゲイティ劇場にて行われた。配役はマリー・バン・ザント（Marie van Zandt）、デュピュイ、カルールらで、指揮はベヴィニャーニであった。日本初演は1919年にロシア歌劇団により帝国劇場にて行われた。
この作品の録音は複数存在し、マド・ロバン（Mado Robin）、ジョーン・サザーランド、マディ・メスプレ、ナタリー・デセイなどの著名なソプラノ歌手による演技が含まれる。また、マリー・バン・ザントから、レイア・ベン・セディラ（Leila Ben Sedira）、リリー・ポンス、ピエレット・アラリー（Pierrette Alarie）、サビーヌ・ドゥヴィエル（Sabine Devieilhe）に至る歴代の優れた歌手によって歌われてきた。オペラ・コミック座での上演は1,500回を超え、ゲテ・リリック座では98回、トリアノン・リリック座でも64回の公演が行われている。ドリーブ特有の複雑なメロディが特徴であるが、この作品が上演されることは少ない。

## あらすじ

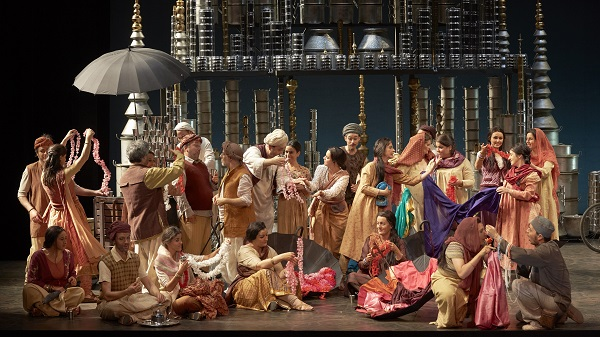
2014年のオペラ・コミック座での2幕の上演風景

物語の舞台は19世紀後半、イギリスに統治されていた時代のインドである。多くのヒンドゥー教徒たちがイギリス人によって、自分たちの信仰を秘密裏に行うことを余儀なくされていた。

### 第1幕
バラモン教寺院の庭園
バラモン教寺院の前の庭でインド人達が神に祈りを捧げている。そこへバラモン教の老僧侶のニラカンタが現れ、インドを占領し、彼らの宗教を弾圧しているイギリス人からのブラーマンの神による解放を唱える。続いてニラカンタの娘であるラクメ（サンスクリット語のラクシュミーに由来する名前）が、美しい声で祈りの歌を歌いながら現れ、皆がラクメと共に寺院内へ入って来る。そこでニラカンタは我らを救う聖なる娘はラクメしかいないと告げ、その後、二人の召使いであるハジとマリカにラクメを預け、街の信者達の集まりに参加しに行く。残されたラクメは、侍女マリカと共に小舟に乗り、小川へ蓮の花を摘みに出かける「花の二重唱」（おいで、マリカ、ジャスミンが咲くドームへ、"Viens, Mallika, les lianes en fleurs... Dôme épais, le jasmin"）。イギリス人将校のジェラルドは同僚のフレデリック、そしてベンソン女史とその生徒であるエレンとローズと共に聖域である神聖なバラモン教寺院の敷地に好奇心から入り込んでしまう。ここの僧侶ニラカンタの美しい娘ラクメが、神のように皆に崇められていると噂し始めた。ジェラルドは禁断の聖域に長く留まるべきではないと、皆を先に帰らせる。その時ラクメの置いて行った美しい宝石が、総督の娘エレンの目を惹いた。エレンの婚約者であるジェラルドは、結婚式の時には同じ物を作らせて着けさせてあげようと一人残って宝石を写生し始めた。そして、アリア「聖なる嘘をつく空想よ」（Fantaisie aux divins mensonge）を歌う。しばらくするとジェラルドは人の気配を感じて身を隠す。そこへラクメとマリカが現れる。ラクメはマリカが木陰に入って涼みましょうと言って木陰に入って行くのを追わずにその場に残る。ラクメはジェラルドに気づき驚くが、ジェラルドとラクメは互いに一目で心惹かれ合い、愛の二重唱「どこから来たの?」（D’ou viens-tu?）となる。人の気配を感じたラクメが、ジェラルドを素早く逃がす。ラクメの父ニラカンタがやって来る。彼は破れた垣根で異教徒が忍び込んだことを悟り、神聖なバラモン寺院に対する冒涜行為に怒りを露わにし、「復讐してやる」（Vengeance!）と叫ぶのだった。この場面はグランド・オペラ並みの壮麗な場面となっている。

### 第2幕
インドの街の広場

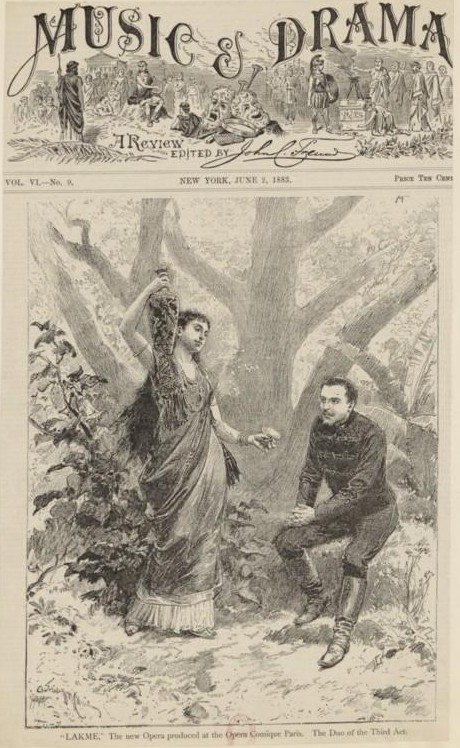
3幕の二重唱

街の市場では露店がところ狭しとひしめき合い、インド人や中国人の商人の声が響き、喧噪を極めている。正午の鐘が鳴ると市場は閉まり、今度は巫女達の踊りが始まり、バレエ・シーンとなる。踊りが終わると、そこへニラカンタとラクメが苦行僧の姿で現れる。ニラカンタはラクメに有名なコロラトゥーラのアリア《鐘の歌》「インドの娘はどこへ行く」（Où va le jeune Indoue）を歌わせる。ニラカンタはラクメの美しい歌声に魅かれて、憎き侵入者が再び現れると期待して、繰り返し歌うことを強要したのだった。そうすると予想通りジェラルドが現れ、驚くラクメに近づいて来たので、ニラカンタはその男が復讐の相手であると確信した。ちょうどやって来たイギリス兵達の行進で、ジェラルドが群衆に紛れてしまったので、ニラカンタは必死に追う。再びラクメの許へ一人戻って来たジェラルドに、ラクメは今は危険な状況なので森の中の隠れ屋に身を隠すことを勧めた。兵士としての立場と愛の間でジェラルドが悩んでいると、雑踏に紛れていたニラカンタが密かに近づいてきて、ジェラルドは刺されて重傷を負ってしまう。ニラカンタ達が去った後、ラクメは一緒にいた召使のハジにジェラルドを森の中へ運ぶよう命じた。子供の頃からラクメの面倒を見ていたハジは姫のために忠誠を尽くす覚悟を決めていたのだった。

### 第3幕
森の中の隠れ屋
ラクメはジェラルドを森の中にある秘密の隠れ家へ連れて行き、そこで彼が元気になるように介抱する。ラクメの看病によって、すっかり回復したジェラルドは、この地でラクメと共に暮らすことを決心する。ラクメは恋人達が永遠の愛を得られるという聖なる水を汲みに出かけた。ラクメが留守にしている間に、ジェラルドの前に同僚のフレデリックが現れ、彼に軍への復帰を訴え、婚約者であるエレンへの責任も思い出させる。ラクメは戻ってくると、遠から聞こえるイギリス軍兵士の合唱に、ジェラルドが母国を想い動揺していることに気づくのだった。自分が彼を失い、すべてが終わったことを悟る。彼女は屈辱の中で生きるよりも名誉ある死を選び、有毒のチョウセンアサガオの葉を食べ、ジェラルドと聖水を飲み交わすと永遠の愛を誓った。そこへラクメの父ニラカンタが入ってきて、ジェラルドを殺そうとする。ラクメは毒の回った体で残った力を振り絞って止めに入り、この人は自分と聖水を飲み交わした仲だと伝える。そして神への償いは自分の死をもって果たされると言い息絶えるのだった。

## 登場人物
| 人物名 （英語名） | 声域           | 役                                  | 初演時のキャスト (1883年4月14日)指揮： ジュール・ダンベ |
| ----------------- | -------------- | ----------------------------------- | ------------------------------------------------------- |
| ラクメ            | ソプラノ       | ニラカンタの娘、 バラモン教の巫女   | マリー・バン・ザント                                    |
| ジェラルド        | テノール       | イギリスの陸軍士官                  | ジャン=アレクサンドル・タルザック（フランス語）         |
| マリカ            | メゾ・ソプラノ | ラクメの侍女                        | エリザ・フランダン                                      |
| ニラカンタ        | バス           | バラモン教の僧侶                    | アルチュール・コバレ                                    |
| フレデリック      | バリトン       | イギリスの陸軍士官 ジェラルドの上官 | バーレ                                                  |
| エレン            | ソプラノ       | 総督の娘                            | レミー                                                  |
| ローズ            | ソプラノ       | エレンの友人                        | モレ=トリュフィエ                                       |
| ハジ              | テノール       | ニラカンタの召使                    | シュンヌヴィエール                                      |
| ベンソン女史      | ソプラノ       | エレンとローズの家庭教師            | ピエロン                                                |
| 中国人商人        | テノール       | -                                   | ダヴスト                                                |
| 占い師            | テノール       | -                                   | テステ                                                  |
| スリ              | バリトン       | -                                   | ベルナール                                              |

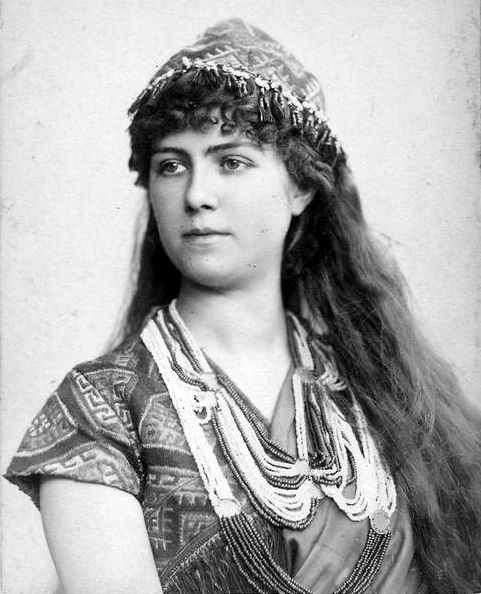
ラクメを演じたマリー・バン・ザント

合唱：音楽家たち、女性たち、バラモン教徒、商人、役人、水夫など

バレエ団。

## 演奏時間
第1幕50分、第2幕55分、第3幕35分　 合計約2時間20分

## 楽器編成

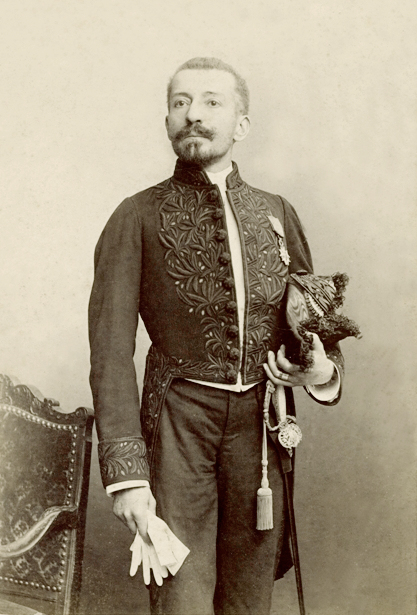
ピエール・ロティ

- 木管楽器: フルート（2番ピッコロ持ち替え）2、 オーボエ（2番コーラングレ持ち替え）2、クラリネット2、 ファゴット2
- 金管楽器:トランペット2、ホルン4、 トロンボーン3、テューバ1
- 打楽器:ティンパニ 、大太鼓、シンバル、古代シンバル、トライアングル、タンバリン
- 弦5部、ハープ1

## 楽曲
この作品で最も有名な曲は「花の二重唱」（フラワー・デュエット、The Flower Duet）で、さまざまな映画やテレビ番組、コマーシャルなどに用いられている。
このほか、ラクメ（ソプラノ）が歌うアリア「若いインド娘はどこへ」（ Où va le jeune Indoue）《鐘の歌》もコロラトゥーラの超絶技巧を要する名曲で、多くのソプラノを惹きつけている。さらに、イギリス人将校ジェラルドが歌う「高貴な儚い幻影よ」（Fantaisie aux divins mensonges）といった優れたナンバーもある。

### 「花の二重唱」が用いられた作品
- ブリティッシュ・エアウェイズのボーディングミュージック、コマーシャルソングとして使用されている。
- ザ・シンプソンズのいくつかのエピソードで使用された。
- 以下のような映画作品にフィーチャーされている：
『トゥルー・ロマンス』、『トゥームレイダー2』、『ミート・ザ・ペアレンツ』、『スーパーマン リターンズ』、『ハンガー』、『カリートの道』、『ハムナプトラ3 呪われた皇帝の秘宝』
- イギリスのミュージシャンマイク・オールドフィールドが2005年にリリースしたアルバム『Light & Shade』に、ラクメの楽曲のカバーが収録されている。
- 遊佐未森のアルバム『銀河手帳』(2009年)にも収録されている。

## 主な録音・録画
| 年   | 配役 ラクメ ジェラルド マリカ ニラカンタ フレデリック                                                                         | 指揮者 管弦楽団及び合唱団 | レーベル                                                                      |
| ---- | --- | --- | ----------------------------------------------------------------------------- |
| 1952 | マド・ロバン リベロ・デ・ルカ アニェス・ディスネ ジャン・ボルテール ジャック・ジャンセン                                      | ジョルジュ・セバスティアン パリ・オペラ＝コミック座管弦楽団 及び合唱団                                                                                            | CD: Naxos Historical （オリジナル：デッカ） ASIN: B000O78WG8                  |
| 1967 | ジョーン・サザーランド アラン・ヴァンゾ ジャーヌ・ベルビエ ガブリエル・バキエ クロード・カレ                                  | リチャード・ボニング モンテカルロ歌劇場管弦楽団 及び合唱団 | CD: Decca ASIN: B0000041VR                                                    |
| 1970 | マディ・メスプレ シャルル・ビュルル ダニエル・ミレ ロジェ・ソワイエ ジャン＝クリストフ・ブノワ                                | アラン・ロンバール パリ・オペラ＝コミック座管弦楽団 及び合唱団 | CD: EMI Classics ASIN: B000063UM9                                             |
| 1997 | ナタリー・デッセイ グレゴリー・クンデ デルフィーネ・ハイダン ジョゼ・ヴァン・ダム フランク・ルゲリネル パトリシア・プティボン | ミシェル・プラッソン トゥールーズ・キャピトル国立管弦楽団 トゥールーズ・キャピトル劇場合唱団                                                                      | CD: EMI Classics ASIN: B00000C2JP                                             |
| 2011 | エマ・マシューズ アルド・ディ・トーロ ドミニカ・マシューズ スティーヴン・ベネット ルーク・ガベッディ                          | エマニュエル・ジョエル=オルナック オーストラリア・オペラ・バレエ管弦楽団 オペラ・オーストラリア合唱団 演出：ロジャー・ホッジマン、 アダム・クック版を基にした演出 | DVD: ナクソス・ジャパン ASIN: B007C7FFNG CD: Opera Australia ASIN: B007C7FDNS |